# Crateva magna
Crateva magna är en kaprisväxtart som först beskrevs av João de Loureiro, och fick sitt nu gällande namn av Dc.. Crateva magna ingår i släktet Crateva, och familjen kaprisväxter. Inga underarter finns listade i Catalogue of Life.

## Bildgalleri

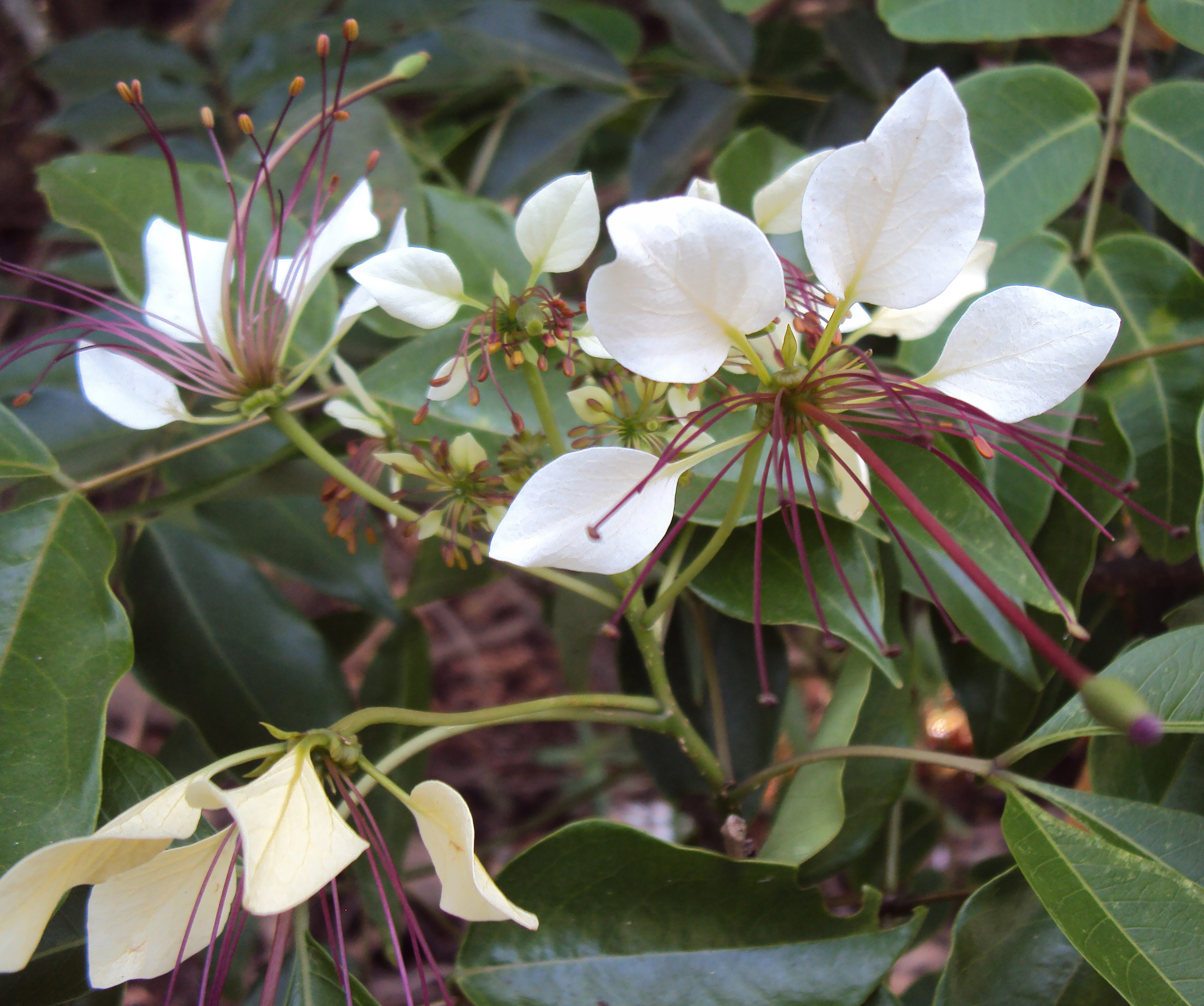
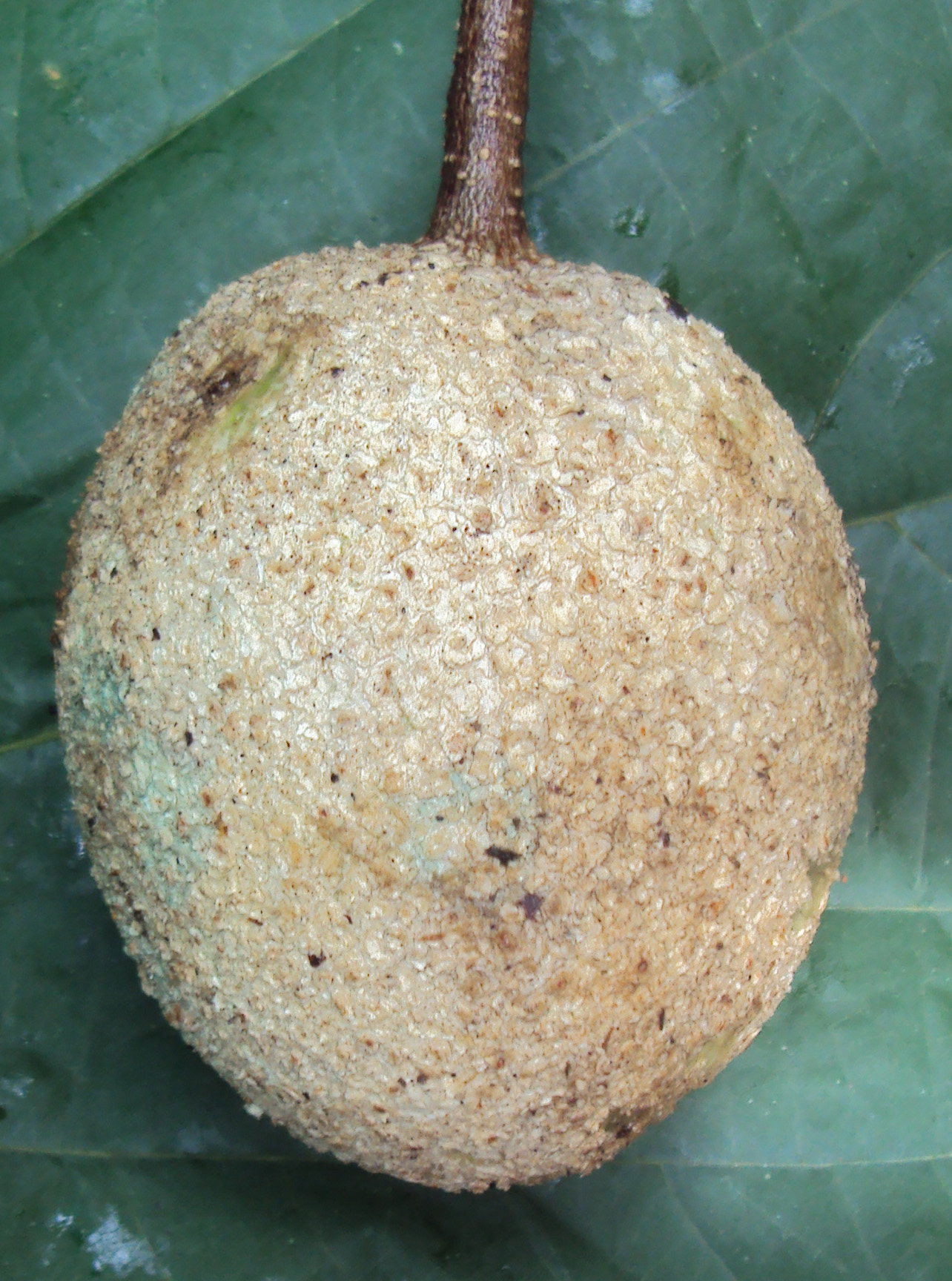
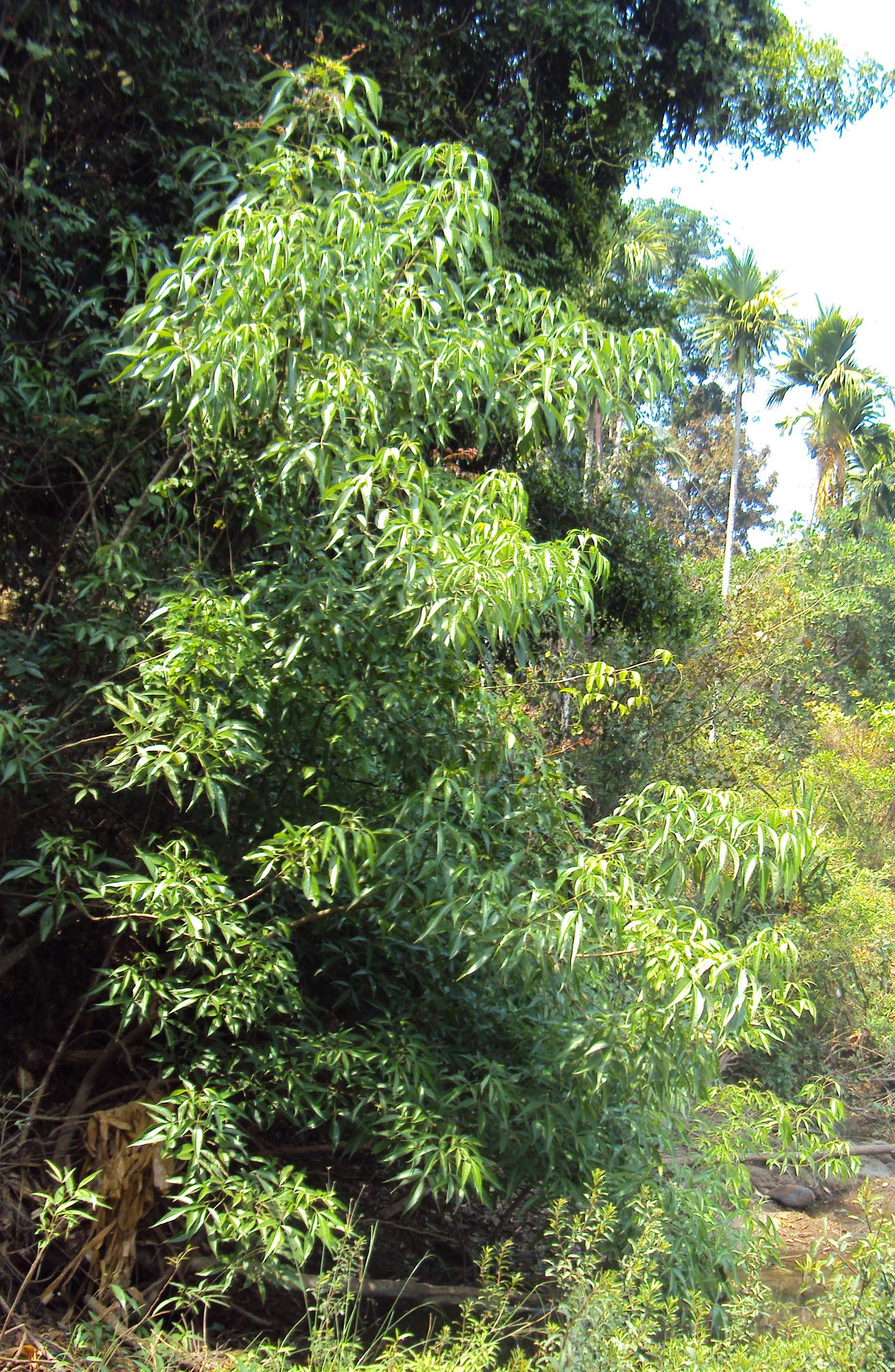
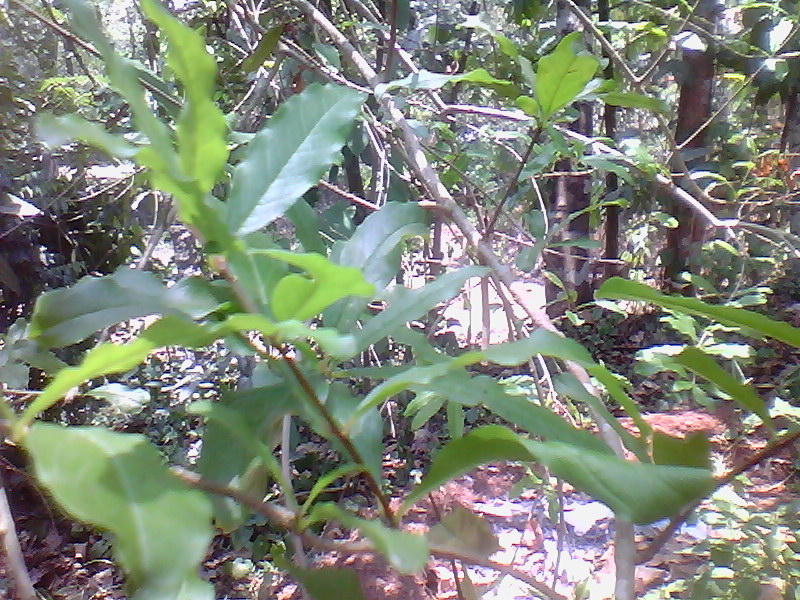